# Maria Elikowska-Winkler
Maria Elikowska-Winkler (sorbisch Marja Elikowska-Winklerowa; * 12. Mai 1951 in Posen, Polen) ist eine sorbische Lehrerin und Journalistin. Sie war langjährige Leiterin der Schule für Niedersorbische Sprache und Kultur (Šula za dolnoserbsku rěc a kulturu) in Cottbus, gründete 1993 das Niedersorbische Kinderensemble und wurde 2019 mit dem Ćišinski-Preis ausgezeichnet.

## Leben
Die gebürtige Polin studierte Philologie an der Universität Posen. Seit 1981 war sie Dozentin an der Zentralen Sorbischen Sprachschule in Dissenchen und gab dort Polnisch-Kurse. Während der Zeit der Wende unterrichtete sie an verschiedenen Institutionen in der Niederlausitz. Mit Gründung der Schule für Niedersorbische Sprache und Kultur wurde Elikowska-Winkler im September 1992 deren Leiterin und blieb bis Januar 2017 in dieser Position. 2002 wurde die Schule mit dem Europäischen Sprachensiegel ausgezeichnet. Zudem gründete Elikowska-Winkler 1993 das Niedersorbische Kinderensemble, dessen künstlerische Leiterin sie ist. Daneben arbeitet sie beim Rundfunk Berlin-Brandenburg als Autorin und Reporterin für das sorbische Programm.
Die Stiftung für das sorbische Volk verlieh den Ćišinski-Preis 2019 an Maria Elikowska-Winkler für „ihr langjähriges und unermüdliches Wirken um den Erhalt und die Weitergabe der niedersorbisch-wendischen Sprache in allen Generationen und für die fortwährende Unterstützung sorbischer kultureller und nachhaltiger Projekte in der Niederlausitz“. Ministerpräsident Dietmar Woidke überreichte ihr für ihr Engagement für die Niedersorbische Sprache und Kultur im Juli 2024 die erstmalig verliehene Verdienstmedaille des Landes Brandenburg. 
Elikowska-Winkler lebt in Cottbus, sie ist verheiratet und hat drei Kinder, darunter den Komponisten Sebastian Elikowski-Winkler (* 1978), der 2015 den Förderpreis des Ćišinski-Preises erhalten hatte.

## Ehrungen
- Verdienter der polnischen Kultur 1997
- Verdienstkreuz der Republik Polen 2001
- Medaille des Landtages Brandenburg 2016
- Ćišinski-Preis 2019
- Förderpreis des Ćišinski-Preises 2001 für das Niedersorbische Kinderensemble
- Verdienstmedaille des Landes Brandenburg 2024.

## Veröffentlichungen
Als Herausgeberin
- Sorben (Wenden) und Lemken. Ethnische Minderheiten in Brandenburg und Polen. Sorbisches Institut, Bautzen 2012. ISBN 978-3-9813244-3-3.
- Stary Žylowaŕ Erwin Mjerśeńc wulicujo [Der alte Sielower Erwin Mjerśeńc erzählt]. Schule für Niedersorbische Sprache und Kultur, Cottbus 2013.
- Něgajšny Turnojski gólc a jogo starki [Ein Turnower Junge von einst und seine Großmutter]. Cottbus 2014.
- Žywjeńske dopomnjeńki serbskich žeńskich [Lebenserinnerungen sorbischer Frauen]. Cottbus 2015.
- Ze žywjenja serbskich muskich [Aus dem Leben sorbischer Männer]. Cottbus 2017.